# Autobahnkreuz Neufahrn
Das Autobahnkreuz Neufahrn (Abkürzung: AK Neufahrn; Kurzform: Kreuz Neufahrn) ist ein Autobahnkreuz in Bayern, im Norden der Metropolregion München. Hier kreuzen sich die Bundesautobahn 9 (Berlin–Leipzig–München) und die Bundesautobahn 92 (München–Deggendorf).

## Geographie
Das Kreuz liegt auf dem Gebiet der Gemeinde Eching im oberbayerischen Landkreis Freising. Die umliegenden Städte und Gemeinden sind Neufahrn bei Freising und Fahrenzhausen. Das Kreuz befindet sich etwa 20 km nördlich der Münchener Innenstadt und etwa 50 km südlich von Ingolstadt.
Es ist ein wichtiger Verkehrsknotenpunkt, da es den Flughafen München mit dem Münchener Stadtgebiet verbindet.
Das Autobahnkreuz Neufahrn trägt auf der A 9 die Anschlussstellennummer 68, auf der A 92 die Nummer 4.
In der Nähe verlaufen die Bundesstraßen 11 und 13.

## Geschichte
Das Kreuz wurde im Jahre 1978 im Zuge des Baus der A 92 aus Richtung Deggendorf freigegeben. 1980 wurde dann die Fahrbahn in Richtung München freigegeben und das Kreuz war komplett befahrbar.
Durch zunehmenden Verkehr von der A 92 aus Richtung Deggendorf und vom Flughafen München auf die A 9 Richtung Süden bestanden bereits zur Fußball-Weltmeisterschaft 2006 Planungen für eine semidirekte Rampe als Ersatz für das bisherige zweispurige Kleeblatt. Dieses verengte sich im Verlauf zusehends; die Geschwindigkeit war auf 40 km/h begrenzt. Seit April 2009 wurde die semidirekte Rampe mit Mitteln des Konjunkturpakets II der deutschen Bundesregierung erbaut; die Verkehrsfreigabe fand am 13. September 2011 statt. Im Zuge des Umbaus wurde ferner die Verbindungsrampe von München – Feldmoching (A 92) in Richtung München – Schwabing (A 9), die bisher stumpf endete, mit einem Beschleunigungsstreifen versehen.

## Bauform und Ausbauzustand
Das Autobahnkreuz Neufahrn ist ein Kleeblatt, das über eine semidirekte Rampe für den Verkehr von Deggendorf (A 92) nach München (A 9) und eine zusätzliche Brücke in der Verteilungsfahrbahn der A 92 verfügt. Diese Brücke erleichtert dem Verkehr aus Richtung München das Erreichen der Ausfahrt Eching-Ost, die in beiden Fahrtrichtungen die Verteilungsfahrbahnen des Autobahnkreuzes mitbenutzt.
Die A 9 ist in diesem Bereich achtstreifig ausgebaut. Die A 92 ist in Richtung Westen vierstreifig, in Richtung Osten sechsstreifig ausgebaut. Außer den Rampen in den Nordost- und Südwest-Quadranten sind alle Verbindungsrampen zweistreifig.

## Verkehrsaufkommen
Das Kreuz wurde im Jahr 2015 täglich von etwa 203.000 Fahrzeugen befahren, damit zählt es zu den frequenzstärksten in Bayern.
| Von                        | Nach                   | Durchschnittliche tägliche Verkehrsstärke | Durchschnittliche tägliche Verkehrsstärke | Durchschnittliche tägliche Verkehrsstärke | Anteil Schwerlastverkehr | Anteil Schwerlastverkehr | Anteil Schwerlastverkehr |
| Von                        | Nach                   | 2005                                      | 2010                                      | 2015                                      | 2005                     | 2010                     | 2015                     |
| -------------------------- | ---------------------- | ----------------------------------------- | ----------------------------------------- | ----------------------------------------- | ------------------------ | ------------------------ | ------------------------ |
| AS Allershausen (A 9)      | AK Neufahrn            | 97.200                                    | 104.300                                   | 115.200                                   | 10,8 %                   | 11,0 %                   | 10,6 %                   |
| AK Neufahrn                | AS Eching (A 9)        | 98.800                                    | 119.300                                   | 124.100                                   | 07,9 %                   | 09,5 %                   | 08,4 %                   |
| AS Unterschleißheim (A 92) | AK Neufahrn            | 58.800                                    | 062.600                                   | 065.800                                   | 10,3 %                   | 10,6 %                   | 11,8 %                   |
| AK Neufahrn                | AS Freising-Süd (A 92) | 72.600                                    | 092.700                                   | 101.600                                   | 08,5 %                   | 07,8 %                   | 08,0 %                   |